# Alexeni
Alexeni é uma comuna romena localizada no distrito de Ialomiţa, na região de Muntênia. A comuna possui uma área de 26.54 km² e sua população era de 2358 habitantes segundo o censo de 2007.